# Chlorek polonu(IV)
Chlorek polonu(IV), tetrachlorek polonu, PoCl
4 – nieorganiczny związek chemiczny z grupy chlorków, sól kwasu solnego i polonu na IV stopniu utlenienia.

## Wygląd
Chlorek polonu w temperaturze pokojowej tworzy jednoskośne lub trójskośne żółte kryształy. W temperaturze 300 °C (temperaturze topnienia) zmienia kolor na jasnożółty, a w temperaturze 350 °C na czerwony (prawdopodobnie w wyniku rozkładu). Wrze w temperaturze 390 °C, tworząc fioletowo-brązowy gaz. Roztwory chlorku polonu(IV) w kwasie solnym są wyraźnie żółte nawet przy bardzo niskim stężeniu (>0,00005 M).

## Otrzymywanie
Chlorek polonu(IV) może zostać uzyskany poprzez reakcję tlenku polonu(IV) (PoO
2) z pentachlorkiem fosforu, chlorkiem tionylu, gazowym chlorowodorem lub gazowym tetrachlorometanem, a także poprzez reakcję metalicznego polonu z gazowym chlorem.
PoCl
4 może również zostać otrzymany poprzez utlenienie chlorku polonu(II) nadtlenkiem wodoru.

## Właściwości
W temperaturze 200 °C oraz przy kontakcie z dwutlenkiem siarki chlorek polonu(IV) zaczyna ulegać redukcji do czerwonego chlorku polonu(II) (PoCl
2) i gazowego chloru:
PoCl
4 → PoCl
2 + Cl
2
Ogrzewanie tetrachlorku polonu w tlenie lub powietrzu w temperaturze 300 °C tworzy tlenek polonu(IV) (PoO
2). Reakcja ta zachodzi również bez ogrzewania po długim kontakcie PoCl
4 w czystym tlenie.
Tetrachlorek polonu reaguje również z rozcieńczonym kwasem azotowym (0,1 M) i tetratlenkiem diazotu, tworząc białą nierozpuszczalną substancję będącą najprawdopodobniej azotanem polonu(IV) (Po(NO
3)
4) – w przypadku reakcji z N
2O
4 powstaje związek o wzorze Po(NO
3)
4·N
2O
4, która jednak łatwo rozkłada się do Po(NO
3)
4.
W reakcji z chlorkiem cyny(II), chlorkiem tytanu(II) lub roztworem ditioninu sodu w kwasie chlorowodorowym PoCl
4 rozkłada się do metalicznego polonu.
W niskiej temperaturze reaguje z bezwodnym amoniakiem, tworząc pomarańczową substancję będącą najprawdopodobniej aminą lub efektem częściowej redukcji do chlorku polonu(II). Przy dłuższym kontakcie z tym gazem sól redukowana jest do metalicznego polonu.
Jest substancją silnie higroskopijną. W wilgotnym powietrzu lub wodzie hydrolizuje.
Roztwór PoCl
4 w kwasie solnym reaguje z roztworem chlorku cezu w etanolu, który wytrąca żółtozielony heksachloropolonian(IV) cezu (Cs
2[PoCl
6]). Po dodaniu wodorotlenku sodu lub wody amoniakalnej wytrąca się brązowy kłaczkowaty osad o rozpuszczalności 7,5 µg/100 g H
2O w temperaturze pokojowej. Po podgrzaniu substancja ta staje się żółtobrązowa, a jej rozpuszczalność wzrasta do 1,2 mg/100 g H
2O. Osad ten jest najprawdopodobniej hydroksytlenkiem polonu.
Chlorek polonu(IV) w roztworze redukowany jest do chlorku polonu(II) przez zimny dwutlenek siarki i hydrazynę, a także tlenek arsenu(III) po podgrzaniu.